# ASCII-графіка
ASCII графіка (вимова: /а́скі/, від англ. ASCII artwork) — форма образотворчого мистецтва, що використовує символи ASCII на моноширинному екрані комп'ютерного терміналу (термінальний сервер) або принтера для представлення зображень. При створенні такого зображення використовується палітра, що складається з буквених, цифрових символів та символів знаків пунктуації з числа 95 символів таблиці ASCII. Унаслідок високої ймовірності відмінностей в поданні на системах з національними варіантами таблиці решта 160 символів, зазвичай, не використовуються.

## Предтечі
Близькі до ASCII-арту зображення почали з'являтися в XIX столітті. Одним з їх проявів став фігурний текст в поезії — каліграми. Загальновідомим прикладом є поезія Гійома Аполлінера, який активно використовував каліграми у своїх віршах. Ще один приклад — творчість Льюїса Керролла (наприклад, у творі «Аліса в країні чудес»).
(\___/)

(='.'=)

(")_(")
З винаходом друкарської машинки в середині XIX ст. створення зображень за допомогою літер стало сприйматися як вид мистецтва. В 1890-х роках виробники друкарських машинок та агентства по найму та навчанню секретарок влаштовували конкурси на найшвидший набір тексту, а також на найкращий малюнок, створений за допомогою машинки. Один з найбільш ранніх збережених прикладів такого мистецтва — малюнок метелика, створений в 1898 р. Флорою Стейссі та опублікований в журналі «Pitman's Phonetic Journal» від 15 жовтня 1898 р. Картинка складена з безлічі дужок, дефісів, зірочок, точок та декількох великих літер «o».

## Історія
У перших поколіннях комп'ютерів не було можливості виводити графіку. Тому програмісти зацікавилися можливістю виведення графіки за допомогою текстових символів та виведення отриманих зображень на екран терміналу та друк. Починаючи з 1960-х рр., це стало популярною розвагою програмістів — написати програму, яка «малює» задане зображення текстовими символами. Приклади цьому можна спостерігати в радянських фільмах «Службовий роман» (репродукція Мони Лізи) та «Бережіть чоловіків!» (портрет Графа). Пізніше ці розваги отримали назву ASCII-арту. ASCII-арт розвивався, зокрема, в середині 1980-х на платформах Amiga та Commodore 64. Стандартний шрифт комп'ютера Amiga містив дуже високі символи «/» і «\\», з яких, розташовуючи їх у різних рядках, можна було скласти абсолютно рівні безперервні лінії. Найчастіше такими лініями зображувалися назви груп, чим і пояснюється, що говорячи про ASCII-арт, кажуть насамперед саме про шрифти. На самому початку шрифти були чіткими, добре читалися. Пізніше шрифти ускладнювалися, робилися цікавіше. Так вперше заговорили про школи «Oldschool» та «Newschool».
Платформу PC мистецтво текстового режиму облюбувало з появою нового стандарту ANSI, який дав реальну перевагу перед Amiga. ANSI дозволяв задавати колір символу, що в сукупності з наявними в таблиці символів блоками, породило нове потужне відгалуження — ANSI art. Першою артгрупою, яка показала образотворчі можливості на високому рівні, стала Aces of ANSI Art (A.A.A.), за якою потягнулися послідовники.
І лише пізніше було відмічено, що якщо використовувати символ, який майже повністю заповнює комірку (наприклад $), а до нього додати менш щільний символ, — то таким чином можна згладжувати загальну форму (цей прийом отримав назву «антиалиасинг» (від англ. antialiasing)). Так, зрештою, зародилася сучасна школа малювання ASCII.
До середини дев'яностих сцена повністю сформувалася, головними напрямками малювання в текстовому режимі стали ASCII scene, ANSI scene і Amiga style (який часто називають oldschool).
…Тут важливо сказати, що на PC textmode-мистецтво почалося з імітації Amiga style, а закінчилося картинками з безліччю «$» і без єдиного «\\» або «/». PC художники, цілком природно, назвали старий стиль oldschool, а новий, з доларами, — newschool. Їм, звичайно, було невтямки, що на Amiga назви вже були зарезервовані. Внаслідок сталася плутанина, а художники Amiga отримали ще один привід зневажати PC і все з ним пов'язане.
…Однак відомо, що цей артнапрямок був відомий набагато раніше, ніж в 60-х роках, а саме у 1948 році. «Малювали» тоді на друкарських машинках. Але це було дуже трудомістким видом мистецтва. Адже одна помилка — і доведеться починати спочатку.

## Формат та поширення
Традиційною формою поширення картин ASCII-арту є так званий артпак (від англ. art package) — архів файлів робіт, що включає в себе зазвичай файл опису file id.diz і .nfo файл групи, що випустила артпак. Артпаку завжди присвоюється порядковий номер, а іменується він зазвичай за іменем групи. Наприклад, група Mimic, випустивши свій 82-й артпак, називає його Mimic#82.

## ASCII-анімація
ASCII-анімація є одним з напрямків ASCII-арту. У цьому напрямку малюються набори ASCII-картинок, під час перегляду яких виходять мультфільми. Зазвичай висота картинки вибирається рівною стандартній висоті програми переглядача тексту, під яку він оптимізується. При цьому зміна кадрів проводиться натисканням клавіші Page Down.
```
         (__)
         (oo)                                  
   /------\/     __        O         __O       .___.     <( ,, )>        
  / |    ||     /o)\      /H\      _\-<,       {o,o}     ( (..) )    (-_(-_(-_-)_-)_-)
 *  /\---/\     \(o/      / \    _(_)/(_)_     /)__)        -            
    ~~   ~~      ¯¯                            -"-"-
 
    
Корова
    
Ін/ян
   
Людина
   
Велосипедист
   
Сова
      
Свиня
      
Обличчя
```

Також на PC в середовищі DOS можливе виведення ASCII-анімації з BAT-файлів через драйвер ANSI.SYS з використанням Esc-послідовностей. Цей метод не отримав широкого розповсюдження через те, що він вимагає завантаження драйвера, який рідко використовується за призначенням та займає місце в пам'яті.
```
              __ __
            ,;::\::\
          ,'/' `/'`/
      _\,: '.,-'.-':.
     -./"'  :    :  :\/,
      ::.  ,:____;__; :-
      :"  ( .`-*'o*',);
       \.. ` `---'`' /
        `:._..-   _.'
        ,;  .     `.
       /"'| |       \
      ::. ) :        :
      |" (   \       |
      :.(_,  :       ;
       \'`-'_/      /
        `...   , _,'
         |,|  : |
         |`|  | |
         |,|  | |
     ,--.;`|  | '..--.
    /;' "' ;  '..--. ))
    \:.___(___   ) ))'
           SSt`-'-'' 
```

Відомі також анімаційні ролики, реалізовані за допомогою протоколу telnet. Найвідомішим серед них є ASCII-версія IV епізоду космічної саги «Зоряні війни».

## Автоматизація
Існують різні комп'ютерні програми для створення ASCII-графіки. Їх можна поділити на дві групи. Перша являє собою якусь подобу графічних редакторів, лише в текстовому режимі. У другу групу входять програми, що конвертують графічне зображення в ASCII-графіку.

## Виведення відео в ASCII-арті
У мультимедійному програвачі MPlayer існує підтримка aalib, що дозволяє виводити відео в режимі ASCII. Медіапрогравач VLC може виводити відео в ASCII. В оболонці для мультимедійного програвача XINE, xine-ui також присутня можливість дивитися відео в ASCII (для цього відео запускається через окрему команду aaxine).
Більше того, існує проект з виведення графіки X сервера через цю бібліотеку. Тим самим вся графічна оболонка може відображатися у вигляді ASCII-арту.

## Застосування
Крім «чистого мистецтва» (малюнка заради малюнка), ASCII-арт часто використовується в оформлювальних цілях у варез-груп, у демомейкерів. Варезні групи зазвичай включають файли .nfo в своє програмне забезпечення, креки або інші нелегальні релізи. Такий ASCII-арт зазвичай включає ім'я варез-групи і, можливо, декілька ASCII-картинок. Прикладом такої групи є Echelon.
ASCII-арт часто використовується для оформлення 1-2-3-рядкового підпису в електронних листах. @}->--- зображує трояндочку, *,...,* зображує оскал.
За часів BBS ASCII-арт використовувався для їх графічного оформлення, оскільки застосовувати інші види графіки можливості не було.

## Заходи
Досі серед програмістів та ІТ-спеціалістів збереглася традиція проводити розважальні заходи (навчальні курси або конкурси) з демонструванням робіт ASCII графіки. 

## Див. також

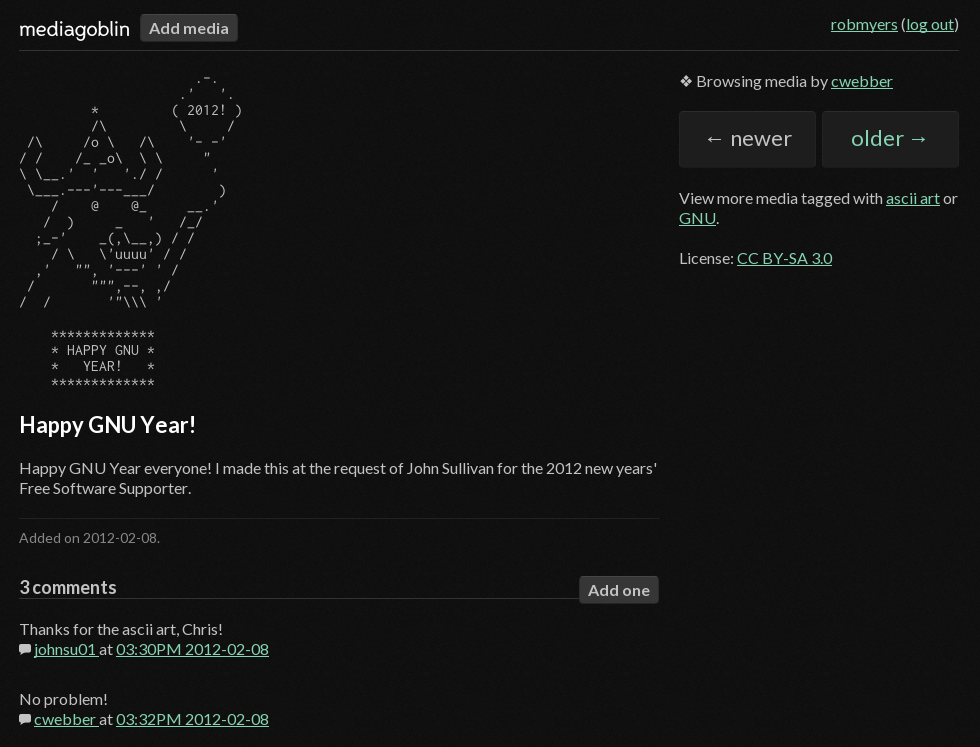
Хостинг ASCII-графіки за допомогою